# 1655
Năm 1655 (số La Mã: MDCLV) là một năm thường bắt đầu vào thứ Sáu trong lịch Gregory (hoặc một năm thường bắt đầu vào thứ hai của lịch Julius chậm hơn 10 ngày).

## Sự kiện
- Tháng 4: Trịnh–Nguyễn phân tranh 2 tướng Đàng Trong Nguyễn Hữu Tiến, Nguyễn Hữu Dật mang quân vượt sông Gianh đánh Bắc Bố Chính, Đàng Ngoài

## Sinh
- Nạp Lan Dung Nhược, nhà thơ người Mãn Châu